# Бугаєць (заповідне урочище)
Буга́єць — заповідне урочище в Україні. Розташована в межах Чернівецького району Чернівецької області, на схід від села Станівці.
Площа 12 га. Статус присвоєно згідно з рішенням облвиконкому від 30.05.1979 року № 198. Перебуває у віданні: Глибоцький держспецлісгосп АПК (Тереблеченське лісництво, кв. 46, вид. 6, 20).
Статус присвоєно для збереження частини лісового масиву з цінними насадженнями ялиці та дуба.